# Acacia dielsii
Acacia dielsii är en ärtväxtart som beskrevs av Ernst Georg Pritzel. Acacia dielsii ingår i släktet akacior, och familjen ärtväxter. Inga underarter finns listade i Catalogue of Life.